# Libytherium
Libytherium es un género extinto de jiráfidos. Fue nombrado por primera vez por Pomel en el año 1892.